# DEC Alpha

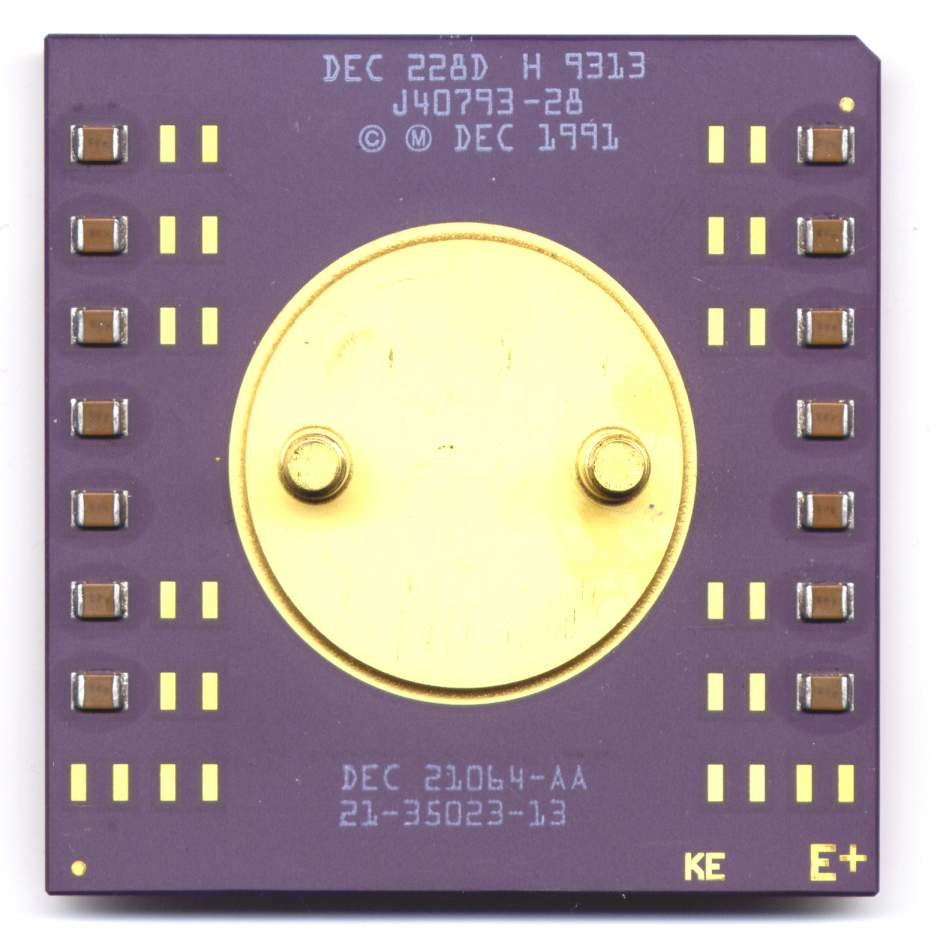
DEC Alpha AXP 21064 Microprocessor

DEC Alpha，也称为Alpha AXP，是由迪吉多公司（DEC）開發製造的64位RISC指令集架構微处理器，并用于DEC自己的工作站和服务器中。作为VAX的后续被开发，支援VMS操作系统，如Digital UNIX。不久之后开放源代码的操作系统也可以在其上运行，如Linux和BSD。Microsoft Windows支持这款处理器，直到Windows NT 4.0 SP6，但是从Windows 2000 beta3开始放弃了对Alpha的支援。
1998年，随着DEC被一起卖给康柏（Compaq）。2001年，被康柏卖给Intel。同年，惠普收购康柏，继续开发基于Alpha处理器的产品到2004年。
2011年，部署在中国超级计算济南中心的神威蓝光超级计算机曝光，其采用了据称是自主知识产权的神威蓝光SW-1600处理器。根据网络资料，神威蓝光处理器基于专利已经过期的DEC ALPHA 21164A EV-56架构，单CPU中集成了16个核心，主频975MHz到1.2GHz，浮点数计算峰值性能140.8GFlops@1.1GHz，集成了DDR3内存控制器，并支持16GB内存。